# Cubocephalus incognitus
Cubocephalus incognitus är en stekelart som först beskrevs av Léon Abel Provancher 1886.  Cubocephalus incognitus ingår i släktet Cubocephalus och familjen brokparasitsteklar. Inga underarter finns listade i Catalogue of Life.